# Franz Hüttenberger
Franz Hüttenberger (* 23. November 1884 in Freinberg, Oberösterreich; † 28. März 1966 in Innsbruck, Tirol) war ein österreichischer Politiker (SPÖ).

## Leben
Franz Hüttenberger entstammte einer Familie von Landwirten. Dennoch erlernte er nach dem Besuch der Volksschule den Beruf des Bäckers und war danach in verschiedenen Betrieben in Österreich und Deutschland tätig. 1922 wurde er zum Leiter der Arbeiterkrankenkasse in Innsbruck gewählt.
Der Sozialistischen Partei gehörte Hüttenberger seit den späten 1910er Jahren an. Seit 1920 bekleidete er innerhalb seiner Partei das Amt des Parteisekretärs. Im Jahr 1925 zog er für die Sozialdemokraten als Abgeordneter in den Tiroler Landtag ein, dem er danach bis 1934 angehören sollte. Noch 1934, kurz vor dem Verbot der Sozialisten durch Engelbert Dollfuß, wurde er zum Landesparteivorsitzenden der Sozialisten für das Land Tirol gewählt.
Während der Dollfuß-Diktatur verbüßte Hüttenberger zweimal Gefängnisstrafen. Im August 1944 wurde er von der Geheimen Staatspolizei verhaftet und im Lager Reichenau bei Innsbruck inhaftiert, aus dem er jedoch nach drei Monaten, im November 1944, entlassen wurde.
1945 konnte Hüttenberger nahtlos sein Leben vor dem Krieg fortsetzen. So wurde er noch 1945 zum Landesparteivorsitzenden der SPÖ Tirol gewählt, der er danach 16 Jahre lang, bis 1961, vorstand. 1945 zog er erneut für die SPÖ in den Tiroler Landtag ein.
Ebenfalls 1945 wurde er in der Landesregierung von Landeshauptmann Karl Gruber zum Gesundheits- und Soziallandesrat gewählt. Im Dezember 1945, als Grubers Nachfolger, Alfons Weißgatterer die Agenden des Landeshauptmanns übernahm, ernannte dieser Hüttenberger zu seinem Landeshauptmann-Stellvertreter. Franz Hüttenberger blieb auch unter Alois Grauß und Hans Tschiggfrey stellvertretender Landeshauptmann von Tirol.
Auf bundespolitischer Ebene gehörte Hüttenberger von Dezember 1945 bis Juni 1946 dem Bundesrat in Wien an.
1961 zog sich Franz Hüttenberger aus allen politischen Ämtern ins Privatleben zurück.